# Rainald von Haifa
Rainald von Haifa, auch von Kaiphas (frz. Renaud; * vor 1198; † nach 1232), war Kämmerer des Königreichs und Kastellan der Stadt Jerusalem.
Er war der jüngere Sohn von Pagan II. von Haifa und dessen Gattin Hodierna. Sein älterer Bruder Rohard II. war dem Vater spätestens 1198 als Herr von Haifa nachgefolgt.
Bei der Rückgabe der Stadt Jerusalem an die Christen 1229 im Rahmen des Friedens von Jaffa wurde er zum dortigen Kastellan sowie zum Kämmerer des Königreichs Jerusalem ernannt. Das Amt des Kastellans hatte er bis 1230 inne das des Kämmerers bis 1232.
Er war mit Isabella von Beirut verheiratet, der ältere Tochter des Guido von Beirut und der Juliane von Caesarea. Mit ihr hatte er Rainald sieben Kinder:
- Hugo;
- Philipp;
- Johann, Herr von Cossie (auf Zypern), Kämmerer von Jerusalem, ⚭ Isabella von Mallenbec;
- Guido;
- Odiard, ⚭ Raimund Blondiau;
- Sibylle, ⚭ Johann von Morf;
- Havise, ⚭ Daniel von Mallenbec (Vetter Isabellas von Mallenbec).